# 裂萼糙苏
裂萼糙苏（学名：Phlomis ruptilis）为唇形科糙苏属下的一个种。